# هانا مونتانا (فلم)
هانا مونتانا فيلم موسيقي أمريكي أنتج عام 2009 مقتبس من المسلسل هانا مونتانا من إخراج بيتر شيلسوم وسيناريو دان بيريندسين.
تتحدث قصة الفيلم عن هانا مونتانا وشهرتها التي تسيطر على حياتها. يقوم والدها بإرغامها على الذهاب في رحلة إلى قريتها الأصلية في أحد أرياف مدينة «كرولي» لكي تأخذ بعض الأولويات الضرورية وبعض المفاهيم الأساسية في الحياة.تحدث بعض المشآكل بينها وبين العائلة وعليها اختيار إما أن تبقى مايلي أو هانا، وفي هذه الأثنآء توطد علآقتهآ مع رفيق آلطفولة ترآفيس

## القصة
تدور القصة حول مايلي ستيوارت (مايلي سايروس)وغرورها بشخصية هانا مونتانا، وتبدأ الأحداث بعد مشكلة مع تيرا بانكس على حذاء في أحد المولات، وتم تصوير هذه المشكلة في الصفحات الصفراء. بعد ذلك ذهبت مايلي لحفل عيد ميلاد صديقتها المقربة بشخصية هانا مونتانا، مما عكس اهتمام الحضور إليها بدلا من صديقتها.
فقرر والدها (بيلي راي سايرس)خداع مايلي بأنها ذاهبة لحفلة في نيويورك، ولم تكن تعرف أنها ذاهبة إلى تينيسيوهو مكان ولادتها
عندما عرفت مايلي أنها خدعت قالت هل انتهت هانا مونتانا ؟
بعد ذلك قضت مع مايلي معظم الوقت معها صديقتها المفضلة ليلي ما بين إصلاح المزرعة، والتكيف في هذه البيئة، وفي هذه الأجواء تتعرف مايلي على شاب في القرية كان صديق قديم لها، وتتطور علاقة مايلي مع صديق الطفولة ترافيس برودي وبدأت مايلي تدرك حبها لقريتها تينيسي، وأصدقائها الجدد، وبدأت تتسائل عن حال، شخصيتها الشعبية والمشهورة هانا مونتانا..؟

## طاقم التمثيل
- مايلي سيروس بدور هانا مونتانا/ مايلي سيتورات
- بيلي ري سايرس بدور روبي راي سيتوارت
- إميلي أوسمنت بدور ليلي تروسكوت
- جيسون إيرلز بدور جاكسن ستيوارت
- ميتشل موسو بدور أوليفير أوكين
- لوكاس تيل بدور ترافيس برودي
- فانيسا ويليامز بدور فيتا
- تايلور سويفت ظهرت بنفسها.

## موسيقى الفيلم
You'll Always Find Your Way Back Home
Let's Get Crazy
The Good Life
Everything I Want
Don't Walk Away
Hoedown Throwdown
Dream
The Climb
Butterfly Fly Away
Back to Tennessee
Crazier
Let's Do This
Spotlight
The Best of Both Worlds

## وصلات خارجية
- الموقع الرسمي
- مقالات تستعمل روابط فنية بلا صلة مع ويكي بيانات